# Борхерт, Вольфганг
Во́льфганг Бо́рхерт (нем. Wolfgang Borchert; 20 мая 1921, Гамбург — 20 ноября 1947, Базель) — немецкий писатель, драматург и поэт, чья пьеса «Там, за дверью» явилась одним из важнейших литературных документов Германии XX века, а сам автор занял заметное место в эпохе безвременья немецкой культуры, «часа ноль», наступившего по окончании Второй мировой войны.

## Биография

### Юность
Вольфганг Борхерт родился в Гамбурге, городе, занявшем важнейшее место в его лирике. Своё первое стихотворение он написал в пятнадцатилетнем возрасте. Ещё будучи юношей, он публиковал свои стихи, которые привлекли внимание гестапо, так как не вписывались в рамки имперской идеологии. Он интересовался поэтами раннего немецкого экспрессионизма (Готфрид Бенн, Георг Тракль, Георг Гейм). Своими же учителями Борхерт называл Гёльдерлина и Рильке.
В марте 1941 года он стал актёром театров в Ганновере и Люнебурге. Эти три месяца он позже вспоминал как самое счастливое время в своей жизни.

### Восточный фронт
Уже в июне 1941 года после окончания театральной школы двадцатилетнего поэта, захваченного мечтами о театре, призвали в армию — на Восточный фронт, в составе мотострелковых войск. В России он был ранен и заболел дифтерией. Его обвинили в симуляции, но затем оправдали. Начальство, посчитав болезнь умышленным уклонением от армии, отправило его на родину — в нюрнбергскую тюрьму. По решению суда, не за одну лишь «умышленную» болезнь, но также за «пораженческие настроения» (в своих письмах Борхерт критиковал партию, государство и вермахт) он был приговорён к смерти. Однако за него походатайствовали, и смертная казнь была заменена тюремным заключением. Впрочем, выпустили его довольно скоро — войне требовались солдаты. В ноябре 1942 года из-под Смоленска его, обмороженного и тяжело больного, отправили в Германию на лечение. В начале 1943 года он был комиссован по состоянию здоровья. По выходе из лазарета присоединился к труппе фронтового театра. Однако после пародии на Геббельса его опять арестовали по обвинению в разложении боевого духа и приговорили к 9 месяцам заключения, которое он отбывал в Моабитской тюрьме.
Борхерта освободили уже только французские войска весной 1945 года (и вновь посадили — в лагерь для военнопленных, откуда он сбежал). Он отсидел в общей сложности 17 месяцев; это окончательно подорвало его здоровье. После окончания войны работал в гамбургском театре.

### Последние годы и апофеоз творческой деятельности
В 1946 году Борхерт опубликовал сборник стихов «Фонарь, ночь и звёзды» («Laterne, Nacht und Sterne»), писал рассказы (в частности, «Одуванчик») и притчи, в которых описывал судьбы людей военного и послевоенного времени.
В январе 1947 года умирающий Борхерт за одну неделю написал своё важнейшее произведение — пьесу «Там, за дверью» («Draußen vor der Tür»), полную трагизма историю бывшего фронтовика, опустошённого и потерявшего всё, ради чего он жил, сражался и страдал. Премьера пьесы (в виде радиопостановки Гамбургского театра) состоялась на следующий день после смерти Борхерта, наступившей 20 ноября 1947 года.

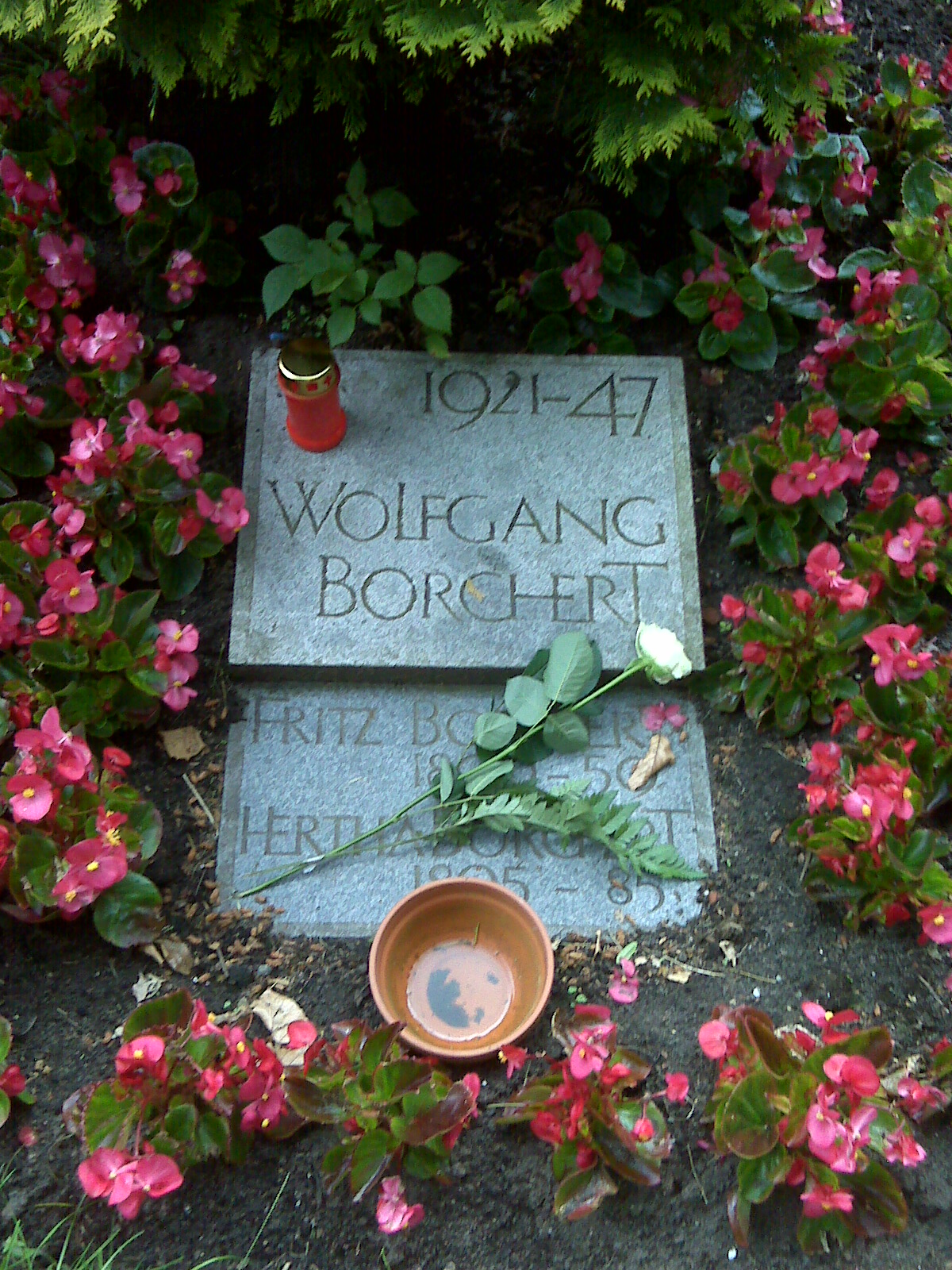
Могила Борхерта и его родителей на Ольсдорфском кладбище

Среди пожаров, мороза, руин и смерти родилось это гуманистическое и одновременно нигилистическое мировоззрение писателей его поколения, пришедших в Германию в «час ноль»: одновременно отвергающих и испытывающих скрижали заветов. Борхерт, будучи тяжело больным и не имея надежды на выздоровление, старался как можно более полно зафиксировать свой взгляд. Оттого лексика его крохотных рассказов и притч чрезвычайно скупа, но вместе с тем и особенно выразительна, сродни евангельским текстам. Он не ставил вопросы о вине или ошибках Германии. Он видел вокруг себя вихрь смерти, сам нёс людям смерть, сам был приговорён к смерти. Какими глазами он должен смотреть на мир: «Достоевский на Семёновском плацу…» — такой образ дал ему его друг литератор Мейер-Марвиц. «Тот, кто стоял на пороге смерти — неминучей, „наверно“, вернувшись к жизни, какими глазами он смотрит или — каким кажется его обрезанным глазам наш серенький мир. Все обыкновенные краски погасли и все будничные звуки заглохли — всё стало ярче и громче: слух проник в первозвук и глаз в глубь света. И все движения изменились, и то что за год — минута, а „сейчас“ — как вихрь. Отпущенный назад в жизнь с порога наверной смерти и не может писать иначе: в его глазах пожар». Эти слова Алексея Ремизова о Достоевском многое определяют и в прозе Борхерта.
Лаконичность и страстность Борхерта, пожалуй, наиболее ярко выразились в его антивоенном манифесте «Остаётся лишь одно» («Dann gibt es nur eins»):

Ты. Мужчина у машины и мужчина в мастерской. Если они завтра прикажут тебе делать не водопроводные трубы и не посуду, а стальные каски и пулемёты, остаётся лишь одно:
Скажи НЕТ!
…
Ты. Селянин и горожанин. Если они завтра придут к тебе с призывной повесткой, остаётся лишь одно:
Скажи НЕТ!
Ты. Мать в Нормандии и мать на Украине, ты, мать во Фриско и Лондоне, ты, на Хуанхэ и на Миссисипи, ты, мать в Неаполе и Гамбурге, в Каире и Осло — матери во всех частях света, матери мира, если они завтра прикажут вам рожать медсестёр для военных госпиталей и новых солдат для новых битв, матери мира, остаётся лишь одно:
Скажите НЕТ! Матери, скажите НЕТ!
Оригинальный текст (нем.)Du. Mann an der Maschine und Mann in der Werkstatt. Wenn sie dir morgen befehlen, du sollst keine Wasserrohre und keine Kochtoepfe mehr machen - sondern Stahlhelm und Maschinengewehre, dann gibt es nur eins:

Sag NEIN!
...
Du. Mann auf dem Dorf und Mann in der Stadt. Wenn sie morgen kommen und dir den Gestellungsbefehl bringen, dann gibt es nur eins:
Sag NEIN!
Du. Mutter in der Normandie und Mutter in der Ukraine, du, Mutter in Frisko und London, du am Hoangho und am Missisippi, du, Mutter in Neapel und Hamburg und Kairo und Oslo - Muetter in allen Erdteilen, Muetter in der Welt, wenn sie morgen befehlen, ihr sollt Kinder gebaeren, Krankenschwestern fuer Kriegslazarette und neue Soldaten fuer neue Schlachten, Muetter in der Welt, dann gibt es nur eins:

Sagt NEIN! Muetter, sagt NEIN!
Показательна и притча «Двое мужчин»:

Жили-были два человека. Когда им было по два года, они дрались голыми руками.
Когда им было двенадцать, они дрались палками и бросали камни.
Когда им было двадцать два, они стреляли друг в друга из пулемётов.
Когда им было сорок два, они бросали бомбы.
Когда им было шестьдесят два, они использовали бактерии.
Когда им было восемьдесят два, они умерли. Они были похоронены рядом друг с другом.
Когда через сто лет их в могилах жрал червь, он не замечал, что здесь похоронены два разных человека. Это была та же земля. Всё было землёй.
Оригинальный текст (нем.)Es waren einmal zwei Menschen. Als sie zwei Jahre alt waren, da schlugen sie sich mit den Händen.

Als sie zwölf waren, schlugen sie sich mit Stöcken und warfen mit Steinen.
Als sie zweiundzwanzig waren, schossen sie mit Gewehren nach einander.
Als sie zweiundvierzig waren, warfen sie mit Bomben.
Als sie zweiundsechzig waren, nahmen sie Bakterien.
Als sie zweiundachtzig waren, da starben sie. Sie wurden nebeneinander begraben.
Als sie nach hundert Jahren ein Regenwurm durch beide Gräber fraß, merkte er gar nicht,
daß hier zwei verschiedene Menschen begraben waren. Es war dieselbe Erde. Alles dieselbe Erde. 

## Библиография

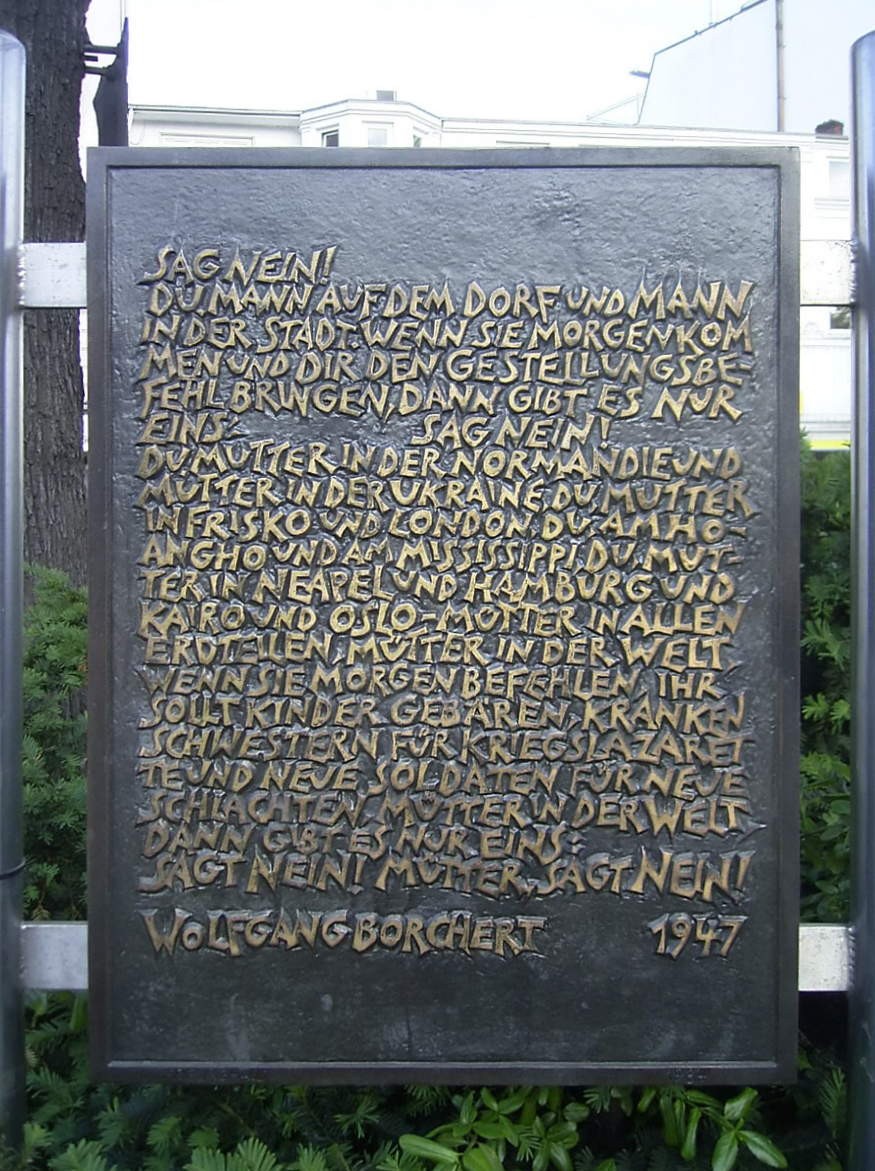
Памятник «Скажи нет!» в гамбургском районе Эппендорф с отрывком из «Остаётся лишь одно»

### На немецком языке
- 1946 Laterne, Nacht und Sterne

### На русском языке
- 1962 Рассказы
- 1977 Избранное. М.: Художественная литература
- 2019 Немецкий с Вольфгангом Борхертом. Там, за дверью = Wolfgang Borchert. Draußen vor der Tür / пособие подгот. Екатерина Сакоян. — М.: Издательский дом ВКН, 2019. — 288 с. — (Метод обучающего чтения Ильи Франка), ISBN 978-5-7873-1570-7

### О Вольфганге Борхерте
- Человек и время в мировой литературе (к 90-летию со дня рождения Вольфганга Борхерта): Сборник материалов Международной заочной научной конференции / Отв. ред. Н. И. Платицына. Тамбов: ТГУ им. Г. Р. Державина, 2012. — 403 с., 500 экз., ISBN 978-5-89016-781-1